# John E. Stith
John E. Stith (Boulder, 1947) è uno scrittore statunitense, autore di fantascienza che abbina nelle sue storie rigore scientifico ed elementi polizieschi.
Il romanzo Redshift Rendezvous, nominato per il Premio Nebula, è un poliziesco ambientato all'interno di una nave spaziale che viaggia attraverso l'iperspazio, dove la velocità della luce viaggia a 10 metri al secondo, pertanto nella vicenda gli effetti relativistici si manifestano alla velocità di un uomo in corsa.
Una delle ultime creazioni di Stith è Nick Naught, un detective privato alla maniera di Philip Marlowe, dotato di humor le cui avventure sono ambientate in un futuro distopico. Nick Naught ha fatto la sua prima apparizione nella rivista Analog Magazine e le sue due avventure (Naught for Hire e Naught Again) sono state raccolte in un unico volume, All For Naught.
I libri di Stith sono stati tradotti in francese, tedesco, italiano, giapponese, portoghese e russo.

## Opere

### Romanzi
- Scapescope, 1984
- Memory Blank, 1986
  - Vuoto di memoria, Urania n. 1049, 1987
- Death Tolls, 1987
  - Canali di morte, Urania n. 1078, 1988
- Deep Quarry, 1989
  - Indagine su Tankur, Urania n. 1108, 1989
- Redshift Rendezvous, 1990
  - Astronave Redshift, Urania n. 1122, 1990
  - Astronave Redshift, all'interno di Urania Millemondi n. 34, primavera 2002
- Manhattan Transfer, 1993
  - La città sull'orlo del nulla, Cosmo Argento n. 246, 1994
- Reunion on Neverend, 1994
- Reckoning Infinity, 1997

### Antologie
- All for Naught, 2005